# Vantage Peak
Der Vantage Peak ist ein 2235 m hoher Berg mit einer Schartenhöhe von 395 m im Südwesten der kanadischen Provinz British Columbia, im Squamish-Lillooet Regional District.

## Geographie
Der Vantage Peak liegt in den Coast Mountains und ist Teil der Joffre Group, die zu den Lillooet Ranges gehört. Er liegt 28,5 km östlich von  Pemberton an der Grenze des Nlháxten/Cerise Creek Conservancy. Die Abflüsse der Niederschläge vom Berg fließen südwestwärts in den Twin One Creek und danach in den Lillooet Lake; der Nordhang wird über die Quellen des Cerise Creek entwässert, der Osthang über den Caspar Creek, danach über den Cayoosh Creek, welcher zum Einzugsgebiet des Fraser River gehört.  Der Vantage Peak ist eher für den steilen Anstieg aus dem örtlichen Gelände bemerkenswert als für seine absolute Höhe. Das Relief ist so gestaltet, dass der Gipfel 1135 m über den Twin One Creek in 4 km Entfernung aufragt. Die nächsthöheren Berge sind der Mount Duke (2379 m), 2,08 km südöstlich gelegen und der Mount Caspar (2402 m).
| Joffre Peak Mount Chief Pascall | Mount Rohr    | Duffey Lake  |
|                                 |               | Mount Caspar |
| Mount Howard Mount Matier       | Twin One Lake | Mount Duke   |

## Geschichte
Der Berg wurde 1957 von der Seilschaft benannt, welche die Erstbesteigung ausführte. Das Toponym wurde am 22. Juni 1967 vom Geographical Names Board of Canada offiziell anerkannt.

## Klima
In Bezug auf die Klimaklassifikation nach Köppen und Geiger herrscht am Gipfel des Vantage Peak ein subarktisches Klima. Die meisten Wetterfronten stammen vom Pazifik und bewegen sich ostwärts auf die Coast Mountains zu, wo sie durch die Berge zum  Aufsteigen (Windstau) gezwungen werden, was wiederum dazu führt, dass die enthaltene Feuchtigkeit in Form von Regen oder Schnee abgegeben wird. Im Ergebnis führt das zu hohen Niederschlägen in den Coast Mountains, insbesondere zu starken Schneefällen im Winter. Die Temperaturen können unter −20 °C fallen, unter Berücksichtigung von Windchill-Einfluss unter −30 °C. Die Monate Juli bis September bieten die besten Wetterbedingungen für einen Aufstieg.

## Galerie

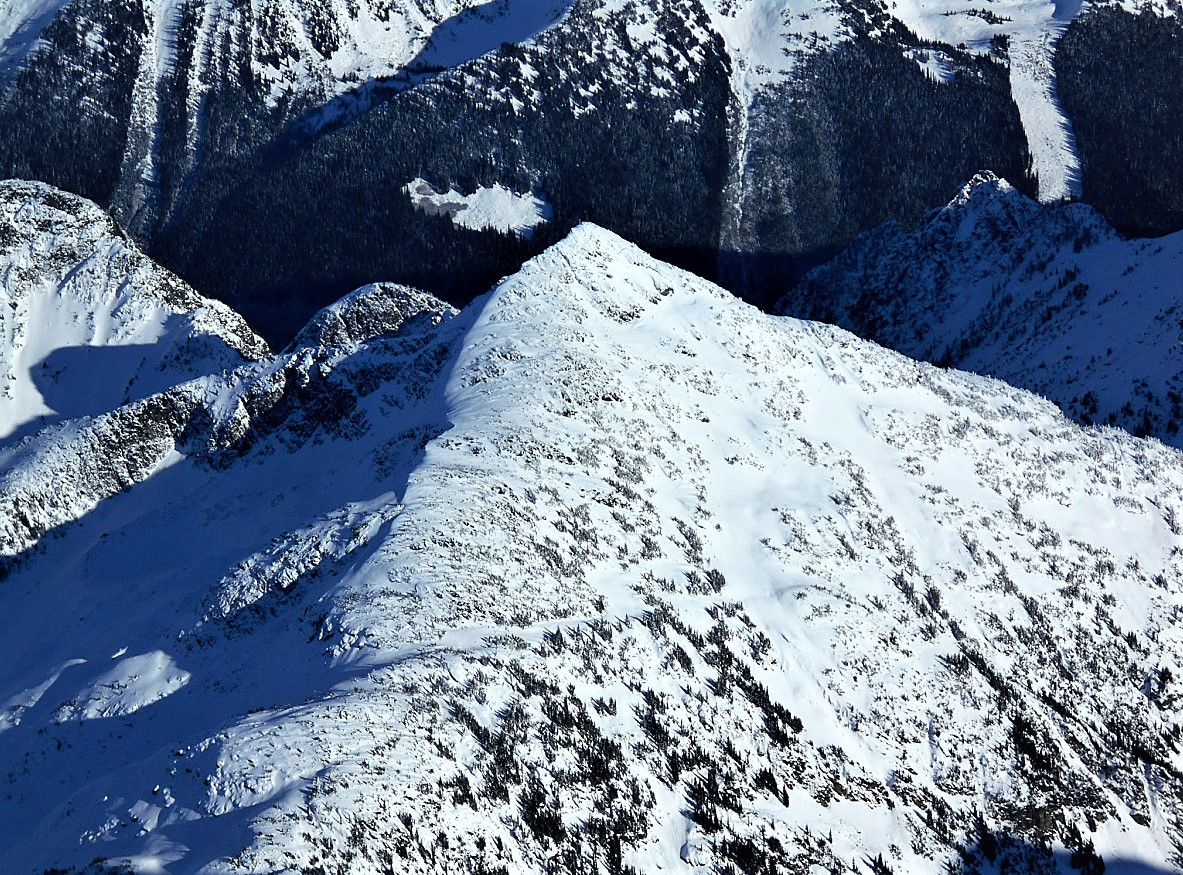
Der Vantage Peak vom Gipfel des Mount Matier.
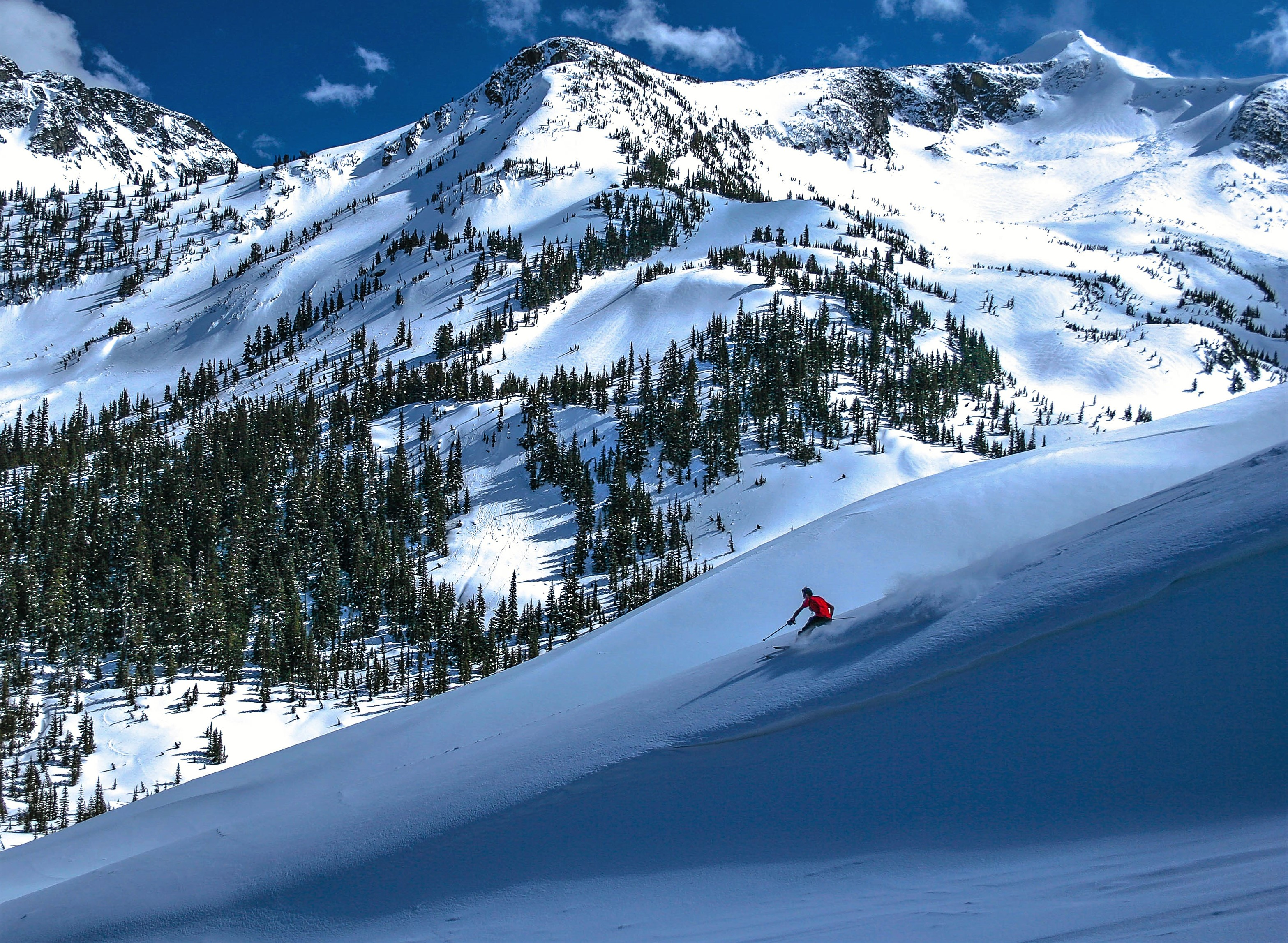
Der Gipfel des Vantage Peak oben rechts
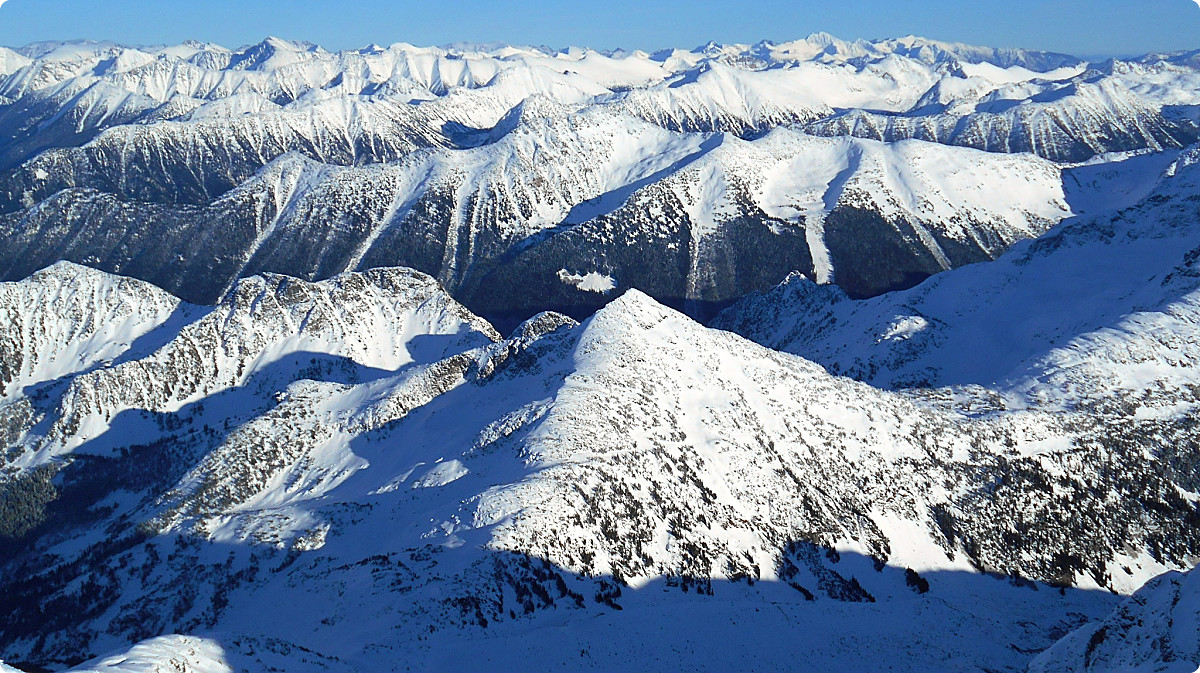
Der Vantage Peak im Vordergrund in der Mitte vom Mount Matier